# Haus der weinenden Nymphe

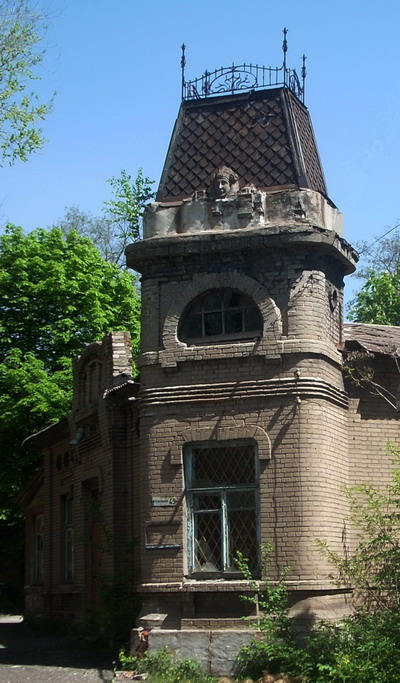
„Haus der weinenden Nymphen“

Das Haus der weinenden Nymphe (russisch: будинок німф, які плачуть) auch Haus des Wiktor Nilsen (russisch: Дом Виктора Нильсена) wurde von dem Stadtbaumeister Mariupols Wiktor Nilsen Anfang des 20. Jahrhunderts im Jugendstil erbaut. Es befindet sich in der Semenischina-Straße 49 in Mariupol.

## Geschichte
Der Jugendstilbau wird als das „Haus der weinenden Nymphen“ bezeichnet, weil Nilsen ein Relief mit dem Kopf einer Nymphe nach dem Vorbild seiner an Typhus verstorbenen Tochter schaffen ließ. Das Relief wurde so platziert, dass bei Regen die Tropfen wie Tränen über das Gesicht fließen.
Nilsen bewohnte das Haus mit seiner Familie bis 1918. Danach wurde es von den sowjetischen Behörden beschlagnahmt. In den 1980er Jahren befand sich im Gebäude ein Kindergarten und später die Umweltsicherheitsinspektion. Seitdem steht das Haus leer und verfällt.
Laut der damaligen Leiterin der Abteilung für Kultur und Tourismus der Stadt Mariupol Oksana Hrynko ist das Gebäude nicht in das Verzeichnis der Baudenkmäler aufgenommen. Es ist in Privatbesitz, so dass weder der Staat noch die Stadt es sanieren könnten. Aber laut Hrynko wird an der Aufnahme in den Denkmalschutz gearbeitet.

## Baubeschreibung
Der einstöckige Ziegelbau, der mit einem dominanten Eckturm ausgestattet ist, wurde in den Formen des Jugendstils errichtet. Der Eckturm hat zwei Geschosse, ein Korbbogenfenster im Untergeschoss, ein weiteres Fenster in der Form eines angeschnittenen Ovals im Obergeschoss sowie ein Altandach, das mit einem feingliedrigen Jugendstilgitter bekrönt ist. Im Gebälk des Turms befindet sich ein als Relief ausgebildetes Gesicht einer Frau, die sogenannte „weinenden Nymphe“. Die hintere Fassade ist zurückhaltender gestaltet.